# John Roderick Galvin
John Roderick Galvin (Burlington, 21 aprile 1920 – Scottsdale, 9 marzo 1994) è stato un militare e aviatore statunitense, asso dell'aviazione con 7 vittorie accertate e 2 velivoli danneggiati conseguite nel corso della seconda guerra mondiale, decorato con quattro Distinguished Flying Cross. La sua storia e narrata nel libro autobiografico Salvation for the Doomed Zoomie: A True Story, pubblicato nel 1993.

## Biografia

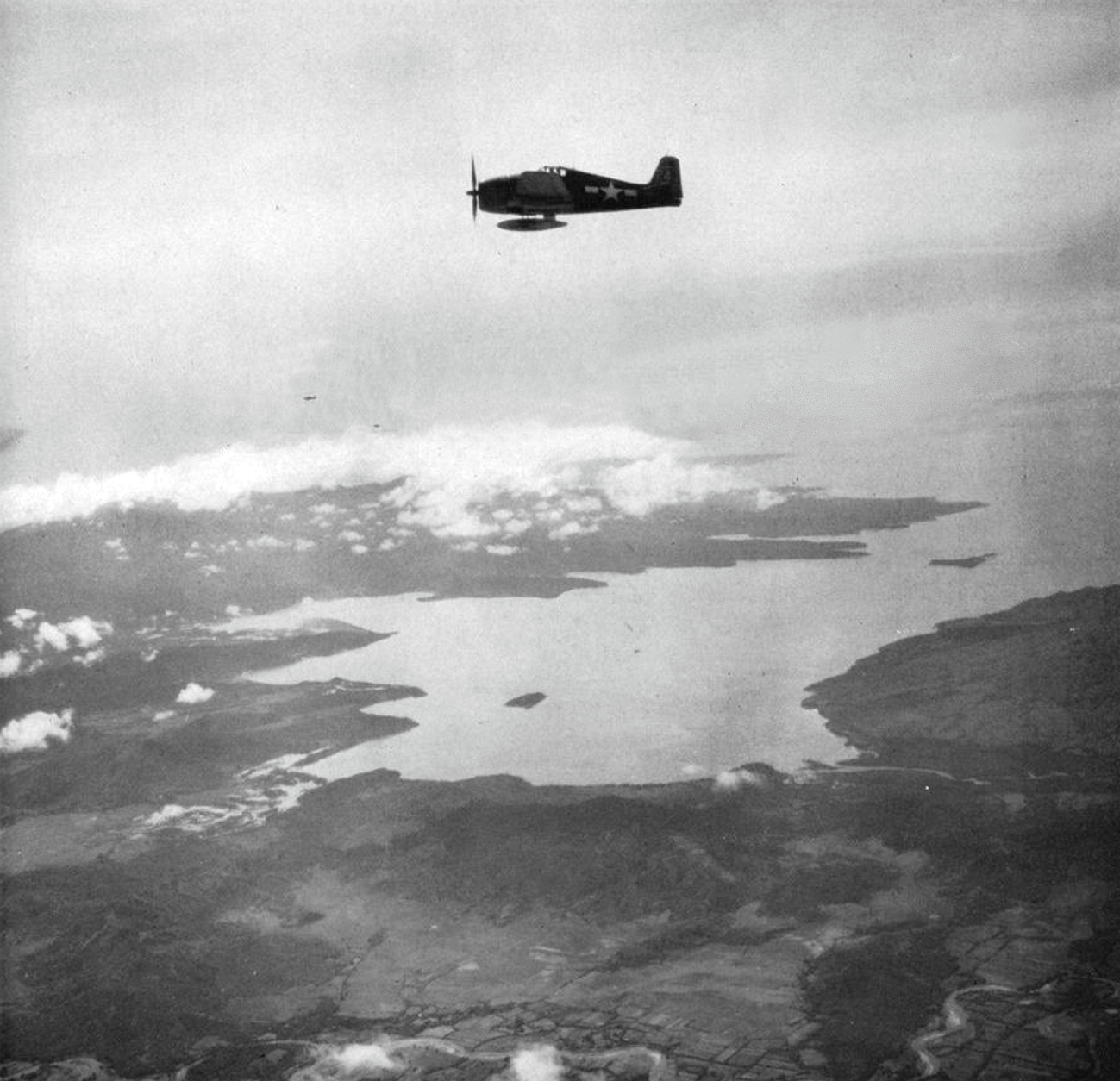
Un Grumman F6F Hellcat del Fighting Squadron 8 (VF-8) in volo su Luzon, Filippine, nel settembre 1944. L'aereo sembra in volo su Subic Bay. Il VF-8 era assegnato al Carrier Air Group 8 (CVG-8) imbarcato sulla portaerei USS Bunker Hill (CV-17).

Nacque a Burlington, Iowa, il 21 aprile 1920, figlio di Martin e Stella Amelia Haag.  Mentre frequentava la Northwestern University si arruolò nell'US Navy presso la NAS di Glenview nel 1942, per l'addestramento al pilotaggio. Nel gennaio dell'anno successivo si brevettò come aviatore navale sulla NAS Corpus Christi, Texas. Effettuò l'addestramento avanzato a Miami, Florida, e poi la qualificazione all'imbarco su portaerei a Norfolk, Virginia.
Nel giugno 1943 fu assegnato allo Fighter Squadron VF-8 "Shakedown" a bordo della portaerei Intrepid assegnata al teatro operatico del Pacifico.  Dopo quattro mesi a Maui, Hawai, il Vf-8 si imbarcò sulla portaerei Bunker Hill. La missione della Bunker Hill iniziò con un attacco su Peleliu, nelle isole Palau, il 30 e 31 marzo 1944, durante il quale i suoi piloti dichiararono di aver abbattuto 11 aerei nemici. Il 1 aprile, alla sua quinta missione di combattimento volando a bordo di un caccia Grumman F6F Hellcat, riuscì a mitragliare un bombardiere Mitsubishi G4M "Betty" sulla pista dell'atollo di Woleai, prima di essere centrato da una raffica di fuoco antiaereo.
Rimasto gravemente ferito, e convinto che il suo aereo non fosse in grado di ritornare sulla portaerei, si lanciò con il paracadute cinque miglia a nord dell'isola di Taugalap, mentre i suoi compagni di squadriglia riferivano la sua posizione.
Dopo aver nuotato per ore nel mare mosso, riuscì  a superare una barriera corallina che costeggiava Taugalap e a raggiungere la spiaggia. Qui un Grumman TBM Avenger lanciò un gommone di salvataggio con un biglietto che gli intimava di "nuotare verso il largo", ma  egli era troppo esausto e gravemente ferito per riuscirci.
Il sommergibile Harder, al comando del tenente comandante Samuel David Dealey, stava effettuando il servizio di salvataggio nei pressi dell'atollo quando venne informato della situazione del pilota.
Lo Harder si posizionò a 1.500 iarde dalla costa, mentre gli aerei della portaerei continuavano a mitragliare Woleai, nella speranza di distogliere l'attenzione del nemico da Taugalap. Poiché il pilota non riusciva a raggiungere in mare, l'equipaggio del sommergibile posizionò lo Harder con la prua verso la riva e le eliche che ruotavano lentamente all'indietro per evitare che il battello andasse alla deriva. A mezzogiorno tre volontari, il tenente Samuel M. Logan, il cuoco J.W. Thomason e il primo ufficiale di macchina di prima classe Francis X. Ryan, scesero a terra con una zattera di salvataggio e un cavo di traino.
Mentre raggiungevano la riva e legavano la zattera per issare tutti e quattro gli uomini a bordo dello Harder, un idrovolante Curtiss SOC Seagull, confuse il pilota con un altro aviatore del VF-8 abbattuto che stava cercando, il guardiamarina Warner W. Delesdernier, poi dichiarato disperso in azione, e ammarò lì vicino per aiutare riuscendo a recidere il cavo di traino. Thomason nuotò per informare il pilota del SOC Seagull della situazione, e un altro volontario dell'Harder, il cannoniere di prima classe Freeman Paquet Jr., nuotò verso la spiaggia con una cavo di ricambio.
Tuttavia, i cecchini giapponesi avevano individuato le attività sulla testa di ponte e iniziarono a sparare a Paquet dagli alberi, mentre gli F6F Hellcat mitragliavano il nemico, permettendo al pilota e alla squadra di soccorso di allontanarsi dalla spiaggia e ritornare al sommergibile. Lo Harder fece indietro tutta e ritornò in mare aperto. 
Il pilota rimase ospite a bordo dello Harder per ben 33 giorni, partecipando alla quarta missione bellica del battello.
Il 13 aprile il sommergibile incontrò e affondò quattro siluri  il cacciatorpediniere Ikazuchi che scortava il trasporto Sanyo Maru a 200 miglia a sud-sudovest di Guam. Non vi furono superstiti.  Il 3 maggio lo Harder  ritorno alla sua base a Fremantle, nell'Australia Occidentale, e sbarcò il pilota affinché facesse ritorno sulla Bunker Hill. Quando ritornò al VF-8 scoprì di essere soprannominato "Dumbo", un soprannome comune per i piloti abbattuti e salvati in mare.
Nel settembre di quell'anno, abbatté due caccia Nakajima Ki-43 sopra l'aeroporto di Marcelino a Luzon, Filippine. Durante i raid sull'isola di Formosa effettuati nell'ottobre dello stesso anno abbatté tre caccia Nakajima Ki-44 e danneggiò due Mitsubishi A6M nei pressi dell'aeroporto di Matsuyama, divenendo asso dell'aviazione. Il 16 ottobre gli fu attribuito l'abbattimento di due bombardieri Mitsubishi G3M "Nell", portando il suo totale a nove tra aerei abbattuti o danneggiati.  Lasciò il servizio nell'United States Naval Aviation come tenente, avendo effettuato 97 missioni di combattimento. Ritornato alla vita civile scrisse un libro di memorie insieme a Frank Allnutt, intitolato Salvation for the Doomed Zoomie: A True Story, pubblicato nel 1993. Si spense nei pressi di Scottsdale, in Arizona, il 9 marzo 1994.